# Crucify The Dead
«Crucify The Dead» es la segunda canción del álbum Slash del guitarrista Slash con la colaboración del vocalista de Black Sabbath Ozzy Osbourne. 
La canción fue revelada al público por primera vez el 23 de marzo de 2010 en la página Amazon.com.
Ozzy interpreta la canción escrita por Slash, quien escribió y musicalizó este disco y ha declarado que se trata de cómo reaccionaría si estuviera en el lugar de Slash ante la actitud de Axl Rose. Slash declaró que la canción tiene que ver con Axl y los Guns N' Roses.

## Personal
- Slash - Guitarra
- Ozzy Osbourne - Voz
- Chris Chaney - bajo
- Josh Freese - Batería
- Taylor Hawkins, Kevin Churko - Coros

- Datos: Q3698749